# Dynamine athemon
Espèce
Dynamine athemon  est une espèce d'insectes lépidoptères de la famille des Nymphalidae,sous-famille des Biblidinae, de la tribu des Eubagini , et du genre Dynamine .

## Dénomination
Dynamine athemon a été décrit par l'entomologiste suédois Carl von Linné, en 1758, sous le nom initial de Papilio athemon 

### Synonymie
Papilio athemon (Linné, 1758) Protonyme

## Taxinomie
Liste des sous-espèces
- Dynamine athemon athemon (Linné, 1758) [2]
- Dynamine athemon athemaena (Hübner, 1824)
- Dynamine athemon maeon (Doubleday, 1849)

Synonymie pour cette sous-espèce
Dynamine pittheus (Staudinger, 1885)
Dynamine maeon (Lewis, H. L., 1974) 
- Dynamine athemon amazonica (Röber, 1915)
- Dynamine athemon isolda (Hall, 1919)

Synonymie pour cette sous-espèce
Dynamine motacilla (Röber, 1924)
- Dynamine athemon barreiroi (Fernández, 1928)

Synonymie pour cette sous-espèce
Dynamine maeon f. bertilo (Zikán, 1937)

### Noms vernaculaires
En anglais Dynamine athemon se nomme Exquisite Sailor et Dynamine athemon maeon Ghost Sailor,.

## Description
Dynamine athemon est un papillon d'une envergure d'environ 35 mm, au dessus des ailes blanc bordé de noir ou de bleu noir sur le bord costal, de noir sur le bord externe des ailes antérieures en réservant des taches blanches proches de l'apex et bordé de noir sur le bord externe des ailes postérieures .
Le revers des ailes antérieures est blanc avec une bordure ocre doublée de cuivré et un dessin délimitant des taches blanches proches de l'apex des ailes antérieures et formant une rayure basale et un triangle dans l'aire discale aux ailes postérieures.

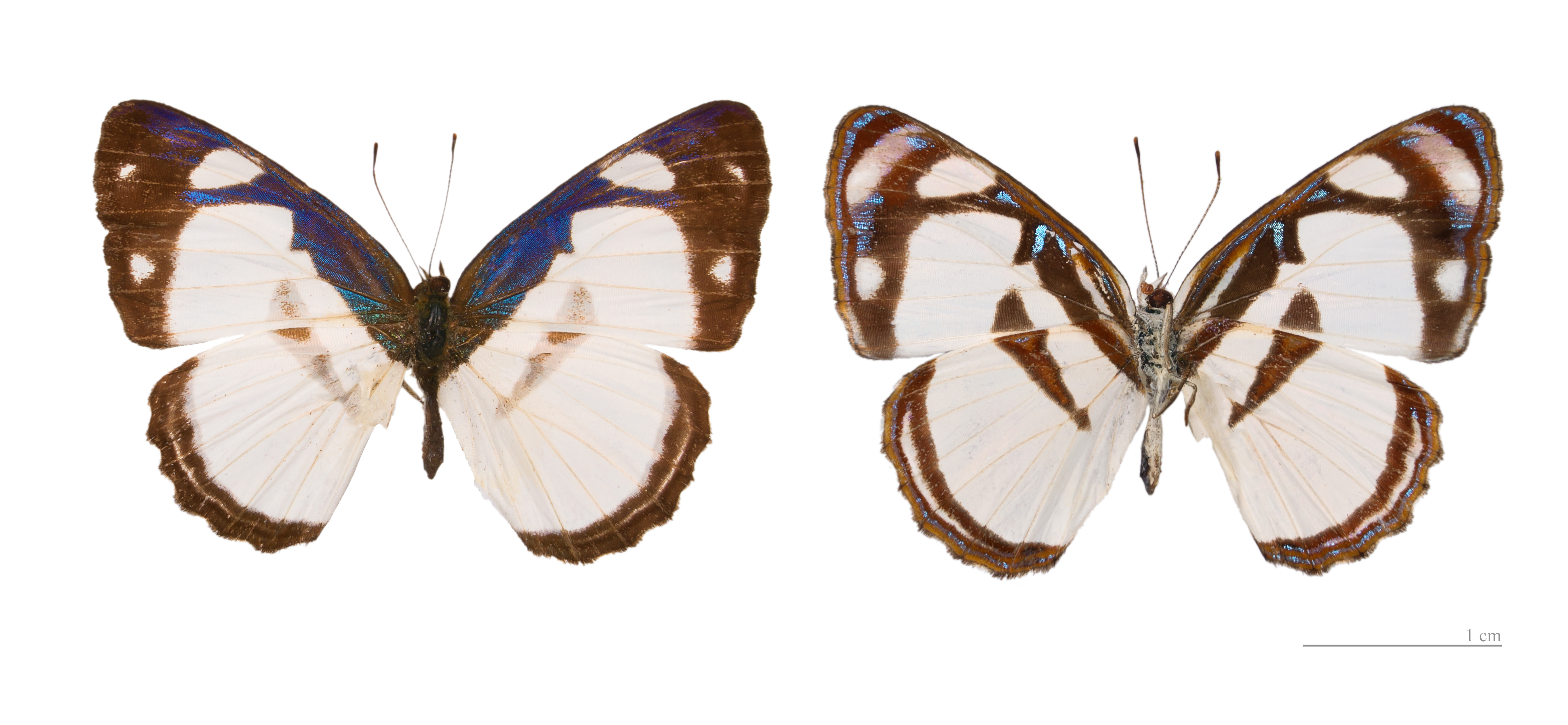
Dynamine athemon athemon - MHNT

## Écologie et distribution
Dynamine athemon est présent présent à Panama, au Venezuela, en Colombie, en Équateur, en Bolivie, au Pérou, au Brésil et en Guyane. Dynamine athemon athemon  est présent au Brésil et en Guyane, Dynamine athemon barreiroi en Équateur et  au Pérou, Dynamine athemon maeon  à Panama, au Venezuela et en Colombie,.

### Biotope
Dynamine athemon réside dans la forêt primaire, près des rives des cours d'eau.

### Protection
Pas de statut de protection particulier.